# Romeo (rappeur)
Pour les articles homonymes, voir Romeo et Miller.
Percy Romeo Miller, Jr., dit Romeo, Lil' Romeo  ou Maserati Rome, est un rappeur, acteur et basketteur américain, né le 19 août 1989 à La Nouvelle-Orléans en Louisiane.
Il est le fils du rappeur et producteur Master P, et le neveu de C-Murder. Ses albums de Dirty South sont enregistrés sur le label de son père, Guttar Music. En 2001, il publie son premier album intitulé Lil' Romeo.
Miller signe au nouveau label de son père New No Limit Records. En 2002, Miller publie son deuxième album intitulé Game Time ; il atteint la 32e place du Billboard 200. La même année, la société Nickelodeon offre à Miller la possibilité de lancer sa propre émission intitulée Romeo!, qui restera à l'antenne pendant trois saisons. En 2004, Miller publie son troisième album Romeoland, qui atteint la 70e place du Billboard 200. En 2006, Miller publie son album numérique intitulé Lottery ; il s'agit de son premier album publié avec son nouveau nom, Romeo. En 2006, Miller publie la bande-son de son film God's Gift. À la fin des années 2000, la popularité du label No Limit Records et celle de Miller sont en plein déclin.

## Biographie

### Jeunesse et débuts
Miller est né le 19 août 1989 à La Nouvelle-Orléans, en Louisiane. Il est le fils du rappeur et entrepreneur Master P et de l'ancienne rappeuse Sonya C. Il est également neveu des rappeurs C-Murder et Silkk the Shocker, cousin du producteur, chanteur et rappeur Mo B. Dick et frère de la chanteuse et actrice Cymphonique Miller. Romeo signe au label Soulja Music de No Limit à cinq ans après avoir écrit une chanson pour son père. Sous le nom de Lil' Romeo, il enregistre son premier tube à onze ans. Il s'agit de My Baby, une reprise de I Want You Back des Jackson Five, qui atteint la première place des Billboard Hot Rap Songs et des Hot RnB/Hip-Hop Songs. La chanson est également certifiée disque de platine par la RIAA.
Son premier album, Lil' Romeo, est publié le 3 juin 2001, et atteint la sixième place du Billboard 200 ainsi que la cinquième place des Top RnB/Hip-Hop Albums. Il se vend à plus de 200 000 exemplaires la première semaine après publication, et est certifié disque d'or par la RIAA.

### Game TimeetRomeoland(2002–2004)
Miller publie son deuxième album, Game Time, le 17 décembre 2002, qui ne connaît pas le succès de son précédent opus. Il contient des titres en featuring comme Hush Lil' Lady de Lil' Corey, Tight Whips du collectif 504 Boyz, ou encore Tell Me a Story (About the Night Before) d'Hilary Duff. L'album atteint la 10e place des RnB Albums et la 30e place du Billboard 200.
En 2004, Miller publie son troisième album, Romeoland aux labels The New No Limit et Koch ; il s'agit du dernier album de Miller dans lequel il se nomme Lil' Romeo (contraction de « Little Romeo »). Romeoland atteint la 70e place du Billboard 200 et la 29e du Top Rap Albums.
En 2005, Lil'Romeo décide de supprimer le « Lil' » de son pseudonyme pour montrer qu'il a muri. Il sort, avec son groupe Rich Boyz, l'album Young Ballers: The Hood Been Good to Us et la bande originale de sa série Romeo!. Il est en featuring sur la chanson de son père I Need Dubs, extraite de l'album Ghetto Bill (The Best Hustler in the Game, Vol. 1). En 2006, il sort Lottery, un album indépendant uniquement disponible en téléchargement sur Internet, dans lequel figure la réponse à Lil' Bow Wow qui l'avait clashé sur son titre Fresh Azimiz. Cette chanson s'appelle U Can't Shine Like Me. Il publie également la bande originale de God's Gift, un film produit par son père dans lequel Romeo tient le rôle principal.

### Mixtapes, albums et collaborations (depuis 2008)
En 2008, Miller annonce travailler sur son quatrième album, Gumbo Station. Le 17 juin 2008, Miller publie le premier single de l'album, Get Low Wit It qui ne parvient pas à atteindre les classements Billboard.
En 2010, confirme avoir changé le titre de son futur quatrième album pour I Am No Limit. Il publie un nouvel album, Spring Break, avec son nouveau groupe, College Boyys. En 2011, Romeo participe à la douzième édition de l'émission Dancing with the Stars, se classant à la cinquième place,. En 2011, Miller part en tournée avec son père Master P et son oncle Silkk the Shocker au No Limit Forever International. Le 11 janvier 2011, Miller publie son EP Dont Push Me via son label The Next Generation Entertainment.
En 2012, Miller forme un nouveau groupe appelé Resq3 aux côtés du batteur Christian Brock et du guitariste et chanteur Myles Eberhardt. Le 12 avril 2012, Miller publie son premier single issu de son futur album intitulé Hug Me Forever ; le 19 mai 2012, Miller publie la vidéo du single réalisée par Corey Molina de Creative Dream Productions. Le 15 août 2012, Miller annonce travailler sur une nouvelle mixtape intitulée Inception qui sera publiée le 19 août 2012 sous son nouveau nom Maserati Rome.
Le 5 janvier 2015, Miller publie sa première mixtape collaborative intitulée We All We Got avec son nouveau groupe Money Mafia qui se compose de lui, son père Master P, Ace B, Young Junne, Eastwood, Gangsta, Play Beezy, Calliope Popeye, Flight Boy et le producteur de No Limit Forever, Blaq N Mild. La mixtape fait également participer Lil Wayne à la chanson Power,,,. Le 20 avril 2015, Miller publie sa deuxième mixtape collaborative intitulée Hustlin avec son groupe Money Mafia,,. Le 29 juillet 2015, Miller publie deux nouveaux singles de son quatrième album Till the Club Close en featuring avec Ace B, et Bent avec Ace B et Silkk the Shocker,,. Le 17 décembre 2015, Miller publie le titre, la couverture et la date de sortie de son nouveau quatrième album intitulé Fighting Monsters, prévu pour le 7 janvier 2016. En décembre 2019, Miller a sorti l'album Hidden Treasure, avec une collaboration avec son père Master P.

## Activités annexes

### Cinéma
En 2001, Romeo commence également une carrière au cinéma avec le film Max Keeble's Big Move, et joue dans la bande-annonce de Jimmy Neutron : Un garçon génial. En 2003, il joue aux côtés de Jessica Alba dans Honey, un film de Bille Woodruff. Ce film le fait mieux connaître du public européen. Il crée également sur la chaîne Nickelodeon une série familiale intitulée Romeo!. Son père et Zachary Williams, qui interprète le rôle de son petit frère dans Honey, y jouent aussi. En 2004, Lil'Romeo revient avec un nouvel album intitulé Romeoland et monte son propre groupe, Rich Boyz, avec un de ses frères et trois de ses cousins (un des cousins a quitté le groupe depuis). La même année, on le retrouve également dans Decisions, un film réalisé par son père.
Romeo joue également dans Don't Be Scared aux côtés de son père et dans une pièce de théâtre, Uncle Willy's Family. À la fin de l'année, il est nommé directeur du label de son père, Guttar Music, devenant ainsi le plus jeune propriétaire d'un label de rap. En 2007, Romeo est à l'affiche de Crush on U et d'Uncle P, et commence à travailler sur son prochain album. Il publie également un album en collaboration avec son père Hip Hop History.

### Basketball
En 2006, Romeo est invité à l'ABCD Camp, camp sponsorisé par Reebok et réunissant les meilleurs espoirs du basket-ball. Entouré de futurs joueurs de la NBA comme O. J. Mayo, Derrick Rose ou encore Kevin Love, Romeo se défend bien sur le terrain tout au long du camp. En 2007, Romeo obtient une bourse de l'université du Sud de la Californie (USC), l'une des plus prestigieuses des États-Unis, et en 2008, il intègre l'équipe des Trojans de l'USC.

### Mannequinat
Le 27 décembre 2010, Romeo pose pour un calendrier. Le 10 avril 2011, Miller pose pour la couverture du magazine TROIX. Le 12 avril 2011, Miller pose une nouvelle fois pour de nouvelles photos.

## Vie personnelle
La mère de Romeo, Sonya C Miller, est une ancienne rappeuse. Elle était âgée de 19 ans à la naissance de Romeo. Il a six frères et sœurs : Vercy Miller alias Young V (né en 1991), Intylyana Miller (née en 1993), Tytyana Miller (née en 1996), Itali Miller (née en 1999), Hercy Miller (né en 2002) et Mercy Miller (2005).
Romeo a également un demi-frère, Veno Miller, et une demi-sœur, Cymphonique Miller, que son père a eus hors mariage.

## Discographie

### Albums studio
- 2001 : Lil' Juste Angoua
- 2002 : Game Time
- 2004 : Romeoland
- 2006 : Lottery (uniquement en téléchargement)

### Compilations
- 2006 : Greatest Hits
- 2009 : Get Low

### Mixtapes
- 2009 : Patience Is a Virtue
- 2011 : I Am No Limit
- 2012 : Inception

### Bandes originales
- 2005 : Romeo! TV Show (The Season)
- 2006 : God's Gift: Music from the Motion Picture

### Albums collaboratifs
- 2005 : Young Ballers: The Hood Been Good to Us (avec les Rich Boyz)
- 2007 : Hip Hop History (avec

## Filmographie

### Cinéma
- 2001 : Le Grand Coup de Max Keeble (Max Keeble's Big Move) de Tim Hill : lui-même
- 2003 : Honey : Benny
- 2004 : Decisions (Sorti uniquement en DVD) : Jamal
- 2006 : Don't Be Scared (Sorti uniquement en DVD) : Stevie
- 2006 : God's Gift (Sorti uniquement en DVD) : Romeo
- 2007 : Crush on U (Sorti uniquement en DVD) : Romeo
- 2007 : Uncle P (Sorti uniquement en DVD) : Corey Miller
- 2009 : The Pig People : TJ
- 2011 : Jumping the Broom : Sebastian
- 2012 : Madea's Witness Protection : Jake
- 2015 : Brotherly Love
- 2015 : A Girl Like Grace
- 2016 : Jarhead 3: The Siege
- 2016 : Clown Motel
- 2017 : Game Day
- 2017 : Dead Trigger
- 2018 : Never Heard
- 2018 : Adolescence
- 2018 : American Fright Fest
- 2019 : I Got the Hook-Up 2
- 2023 : Sweetwater
- 2024 : Brewster's Millions: Christmas
- 2025 : One Heart

### Télévision
- 2001-2004 : Hollywood Squares : lui-même
- 2003–2006 : Roméo! : Romeo « Ro » Miller (principal)
- 2011 : Charlie's Angels : Mark Bakale (saison 1, épisode 7)
- 2012 : How to Rock : Trey Grant
- 2015 : Panique à Los Angeles : Marcus Taylor-Jones (téléfilm)
- 2016 : Empire : Gram (saison 3, épisodes 3, 5 et 6)
- 2018 : Famous in Love : Pablo Money (saison 2, récurrent)

## Distinctions
- Billboard Music Awards 2001 : Meilleur artiste rap de l'année (récompensé)
- Billboard Music Awards 2001 : Meilleure vidéo pour My Baby (récompensé)
- Kids' Choice Awards 2005 : Acteur télé favori (récompensé)